# Calesia karschi
Calesia karschi is een vlinder uit de familie spinneruilen (Erebidae). De wetenschappelijke naam is voor het eerst geldig gepubliceerd in 1903 door Bartel.
De soort komt voor in tropisch Afrika.